# Cephalionotus
Cephalionotus is een geslacht van buikharigen uit de familie Chaetonotidae. De wetenschappelijke naam van het geslacht werd in 2017 voor het eerst geldig gepubliceerd door Garraffoni, Araujo, Lourenço, Guidi en Balsamo.

## Soorten
- Cephalionotus kisielewskii Garraffoni, Araujo, Lourenço, Guidi & Balsamo, 2017